# Chaos (mitologia)
Chaos (gr. Χάος Cháos, łac. Chaos) – w mitologii greckiej uosobienie pierwotnego (stanu przed uporządkowaniem elementów wszechświata). 
Był pierwotnym stanem egzystencji, z którego pochodzili pierwsi bogowie (Ziemia(Gaja) i Niebo(Uranos)). Składał się z połączenia pierwiastków uważanych przez starożytnych Greków za podstawę świata: ziemi, wody, ognia i powietrza. Według niektórych tłumaczeń pochodził z niego Ereb i Nyks, Dzień (Hemera) i Eter.
Chaos posiadał trzy cechy charakterystyczne:
- był bezdenną przepaścią, do której wszystko bezustannie spada; jest przeciwstawnością wobec ziemi o stabilnym podłożu;
- był miejscem bez ustalonych kierunków, gdzie wszystko rozpada się na różne strony;
- był sferą rozdzielającą niebo i ziemię, z chaosem pozostałym między nimi.

## Teogonia
Według Teogonii Hezjoda Chaos był nicością, z której powstały pierwsze istoty. Były nimi: Gaja (ziemia), Tartar (świat podziemny), Nyks (ciemność nieba), Ereb (ciemność świata podziemnego) i Eros (miłość seksualna). Z tych bytów i z pierwszej generacji istot przez nie stworzonych Hezjod wywodzi bóstwa związane z każdym elementem świata znanego wczesnym Grekom, począwszy od elementów pierwotnych – Ziemi (Gaja), gwiezdnego nieba (Uranos) i morza (Pontos).
Teogonia wskazuje na dwie możliwości powstania życia: podział (pomiędzy Gają i Nyks) oraz  narodziny w wyniku stosunku seksualnego. Po Gai niemal wszystkie bóstwa powstałe przez podział są istotami negatywnymi (Śmierć, Cierpienie, Sarkazm, Oszustwo) i w większości powstały z bogini Nyks. Odtąd rozmnażanie oparte na dwóch istotach (kobiecie i mężczyźnie) ukazane jest jako właściwy, boski porządek i wytłumaczenie ludzkich zwyczajów.

## Pierwotny chaos
W kosmologii starożytnych Greków Chaos był pierwszą rzeczą, jaka istniała, i źródłem, z którego wyłoniły się wszystkie obecnie istniejące rzeczy. Według Hezjoda i na podstawie greckich mitów Chaos był rozległą pustką, z której powstała pierwsza bogini – Gaja. W mitach Pelazgów, Eurynome („bogini wszystkiego”) powstała z Chaosu i stworzyła z niego kosmos. Orficy nazywali chaos „Łonem Ciemności”, z którego powstało Kosmiczne Jajo zawierające w sobie świat.
Ideę chaosu można także odnaleźć w Mezopotamii i w towarzyszącym Tiamat Smoku Chaosu, z którego rozczłonkowanego ciała powstał świat.
Opisy chaosu są częściowo podobne do opisu pierwotnej Ziemi w biblijnej Księdze Rodzaju.
Pierwotny Chaos przez filozofów takich jak Heraklit i orfików był uważany za podstawę świata, co stanowi poglądy przeciwne platonizmowi. Prawdopodobnie Chaos miał na myśli Arystoteles, gdy kształtował swą teorię pierwotnej materii, w próbie połączenia platonizmu z filozofią przedsokratejską i z naturalizmem. Idea ta stała się następnie podstawą alchemii.
Niektóre sekty gnostyckie utożsamiały go z pierwotnym Abraxasem, czyli stanem pierwotnym, z którego powstało wszystko, co znamy – w tym sam Bóg.